# Rabastens
Rabastens è un comune francese di 5 094 abitanti situato nel dipartimento del Tarn nella regione dell'Occitania.

## Storia

### Simboli
Lo stemma del comune si blasona:
La fascia d'azzurro a tre gigli d'oro, concessa nel 1270, indica l'appartenenza al Regno di Francia; la croce di Tolosa (una croce a chiave, vuotata e pomata), simbolo dell'Occitania, ricorda che nel 1211, i signori di Rabastens, si misero sotto la protezione del conte di Tolosa; le rape rappresentano la produzione agricola locale dell'XI secolo.
Charles D'Hozier, nel suo Armorial Général de France del 1696, riporta  una variante di rosso all'anello d'oro.

## Società

### Evoluzione demografica
Abitanti censiti